# Volleybalvereniging SSS 2021-2022
Questa voce raccoglie le informazioni riguardanti il Volleybalvereniging SSS nelle competizioni ufficiali della stagione 2021-2022.

## Organigramma societario
Area direttiva
- Presidente: Gepko Hahn

Area tecnica
- Allenatore: Hans Seubring

## Rosa
| N° | Nome              | Ruolo | Data di nascita   | Nazionalità sportiva |
| -- | ----------------- | ----- | ----------------- | -------------------- |
| 1  | Aart Kooiman      | C     | 29 settembre 1990 | Paesi Bassi          |
| 2  | Alex Meijs        | S     | 1999              | Paesi Bassi          |
| 3  | Hugo van Garderen | P     | 7 dicembre 1996   | Paesi Bassi          |
| 4  | Niek Bakker       | C     | 7 marzo 1999      | Paesi Bassi          |
| 5  | Robin van Weerd   | S     | 25 luglio 1999    | Paesi Bassi          |
| 6  | Edvin Svärd       | L     | 29 marzo 1999     | Svezia               |
| 7  | Johan Gruvaeus    | O     | 12 aprile 1997    | Svezia               |
| 8  | Thijs van Gessel  | L     | 2000              | Paesi Bassi          |
| 9  | Bram Berger       | O     | 27 aprile 2001    | Paesi Bassi          |
| 10 | Ludrich Inocente  | C     | 13 settembre 1996 | Paesi Bassi          |
| 11 | Cas Abraham       | S     | 17 maggio 1999    | Paesi Bassi          |
| 13 | Kian Macnack      | O     | 26 gennaio 2003   | Paesi Bassi          |
| 14 | Tom Koops         | S     | 10 dicembre 2000  | Paesi Bassi          |
| 15 | Noah van Dam      | P     | 9 giugno 1999     | Paesi Bassi          |

## Statistiche

### Statistiche di squadra
| Competizione          | Punti | In casa | In casa | In casa | In trasferta | In trasferta | In trasferta | Totale | Totale | Totale |
| Competizione          | Punti | G       | V       | P       | G            | V            | P            | G      | V      | P      |
| --------------------- | ----- | ------- | ------- | ------- | ------------ | ------------ | ------------ | ------ | ------ | ------ |
| Eredivisie            | 30/27 | 14      | 9       | 5       | 15           | 9            | 6            | 29     | 18     | 11     |
| Coppa dei Paesi Bassi | -     | 0       | 0       | 0       | 1            | 0            | 1            | 1      | 0      | 1      |
| Totale                | -     | 9       | 5       | 15      | 16           | 9            | 7            | 30     | 18     | 12     |

### Statistiche dei giocatori
Dati non disponibili.